# Smučarski skoki na Zimskih olimpijskih igrah 1976
Smučarski skoki na Zimskih olimpijskih igrah 1976. Olimpijska prvaka sta postala Hans-Georg Aschenbach, na manjši skakalnici, in Karl Schnabl, na večji.

## Rezultati

### Manjša skakalnica K90
| Poz | Skakalec                    | Točke |
| --- | --------------------------- | ----- |
| 1   | Hans-Georg Aschenbach       | 252,0 |
| 2   | Jochen Danneberg            | 246,2 |
| 3   | Karl Schnabl                | 242,0 |
| 4   | Jaroslav Balcar             | 239,6 |
| 5   | Ernst von Grünigen          | 238,7 |
| 6   | Baldur Preiml               | 237,2 |
| 7   | Anton Innauer Rudolf Wanner | 233,2 |

### Večja skakalnica K120
| Poz | Skakalec              | Točke |
| --- | --------------------- | ----- |
| 1   | Karl Schnabl          | 234,8 |
| 2   | Anton Innauer         | 232,9 |
| 3   | Henry Glaß            | 221,7 |
| 4   | Jochen Danneberg      | 221,6 |
| 5   | Baldur Preiml         | 217,4 |
| 6   | Hans Wallner          | 216,9 |
| 7   | Bernd Eckstein        | 216,2 |
| 8   | Hans-Georg Aschenbach | 212,1 |